# Victoria (metrostation)
Victoria is een station van de metro van Londen aan de Circle Line, District Line en Victoria Line dat op 24 december 1868 is geopend.

## Geschiedenis

### Metropolitan District Railway
Het eerste deel van het metrostation werd op 24 december 1868 geopend door de Metropolitan District Railway, kortweg District railway (DR), de latere District Line, aan de noordrand van het stationsplein bij station Victoria dat in 1860 geopend was. Het eerste deel van de DR liep tussen South Kensington en Westminster met de bedoeling om uiteindelijk in combinatie met de Metropolitan railway (MR) een ringlijn rond het centrum te bouwen. Hiertoe had de MR haar Kensington tak gebouwd tussen haar hoofdlijn bij Edgware Road en South Kensington die op 1 oktober 1868 was geopend. Hoewel er van een ringlijn nog geen sprake was onderhielden beide concurrenten een gezamenlijke dienst met stoommetro's over elkaars sporen onder de naam “inner circle”.
Op 1 februari 1872 opende de DR een noordtak van Earl's Court naar de West London Extension Joint Railway (WLEJR), de latere West London Line, bij Addison Road, sinds 1946 Kensington (Olympia). Op 1 februari 1872 begon ook de "Outer Circle”-dienst van de North London Railway (NLR) over de DR te rijden lopen. Deze dienst liep tussen Broad Street in de City of London via de North London Line naar Willesden Junction, dan via de West London Line naar Addison Road en vervolgens over de DR via Victoria naar Mansion House dat sinds 3 juli 1871 het nieuwe oostelijke eindpunt van de DR was.
Op 1 augustus 1872 kwam daar de " Middle Circle " bij ook via Victoria. Deze reed tussen Moorgate en Paddington dezelfde route als de Inner Circle en ten westen van Paddington over de Hammersmith & City Railway en via de verbindingssporen bij Latimer House verder over de route van de Outer Circle. Op 30 juni 1900 werd de Middle Circle-dienst tussen Earl's Court en Mansion House beëindigd en op 31 december 1908 kwam ook een einde aan de Outer Circle. In 1933 werd het OV in Londen genationaliseerd in de London Passengers Transport Board die de verschillende metrobedrijven de eenvormige uitgang Line gaf, zodoende werd de DR District Line. De Inner Circle werd in 1949 geformaliseerd als Circle Line met een eigen lijnkleur (geel) op de kaart al viel het beheer nog steeds onder de Metropolitan Line.

### Victoria Line
Al tijdens de Tweede Wereldoorlog werd er onderzoek gedaan naar mogelijke uitbreidingen van het metronet na afloop van de oorlog. Een voorstel voor een nieuwe ondergrondse metrolijn die het noordoosten van Londen met het centrum zou verbinden werd in 1943 opgenomen in het County of London Plan, in 1946 stond deze als tunnel 8 in een verslag over de vervoersbehoefte in Londen. Tussen 1946 en 1954 werden verschillende tracévarianten bekeken die allemaal de drie kopstations King's Cross, Euston en Victoria aan zouden doen. In 1955 werd het eerste deel van de Victoria Line goedgekeurd en over eventuele verlengingen zou later worden beslist, hoewel de regering pas in 1962 de bekostiging voor de aanleg goedkeurde. Als onderdeel van de aanleg van de Victoria Line werd onder het stationsplein een nieuwe stationshal gebouwd. De perrons van de Victoria Line werden geopend op 7 maart 1969, toen het derde deel van de lijn, ten zuiden van Warren Street in bedrijf kwam. Victoria was het eindpunt tot 23 juli 1971 toen ook het laatste deeltraject tot Brixton gereed was.

### Crossrail
In 1991 werd een route vastgesteld voor de Chelsea and Hackney Line die het zuidwesten met het noordoosten van de stad zou verbinden, met onder andere een station bij Victoria. In de loop der tijd werden verschillende tracévarianten voor de buitenwijken bestudeerd en werd besloten om het niet als metrolijn maar als spoorlijn, met de werknaam crossrail 2, te bouwen.
De uitgewerkte plannen uit 2015 omvatten onder meer de bouw van twee nieuwe 250 meter lange perrons en nieuwe ingangen aan Ebury Street en station London Victoria. De stationshal van de District- en Circle-Line wordt uitgebreid en krijgt een directe verbinding met het nieuwe Crossrail-station. Crossrail 2 voegt 30 treinen per uur toe aan de reizigersdienst wat naar verwachting de drukte in Victoria met 25% zal verminderen. Hiernaast lag er ook een voorstel om de Docklands Light Railway ten westen van Bank door te trekken naar Victoria respectievelijk Euston via City Thameslink, maar dit plan ligt sinds 2020 in de ijskast. In januari 2020 stelde Victoria BID - de lokale ontwikkelingsmaatschappij- voor om het busstation van het voorplein van het hoofdstation te verwijderen om een nieuw "Station Square" te creëren. De bushaltes worden verplaatst naar nabijgelegen straten.

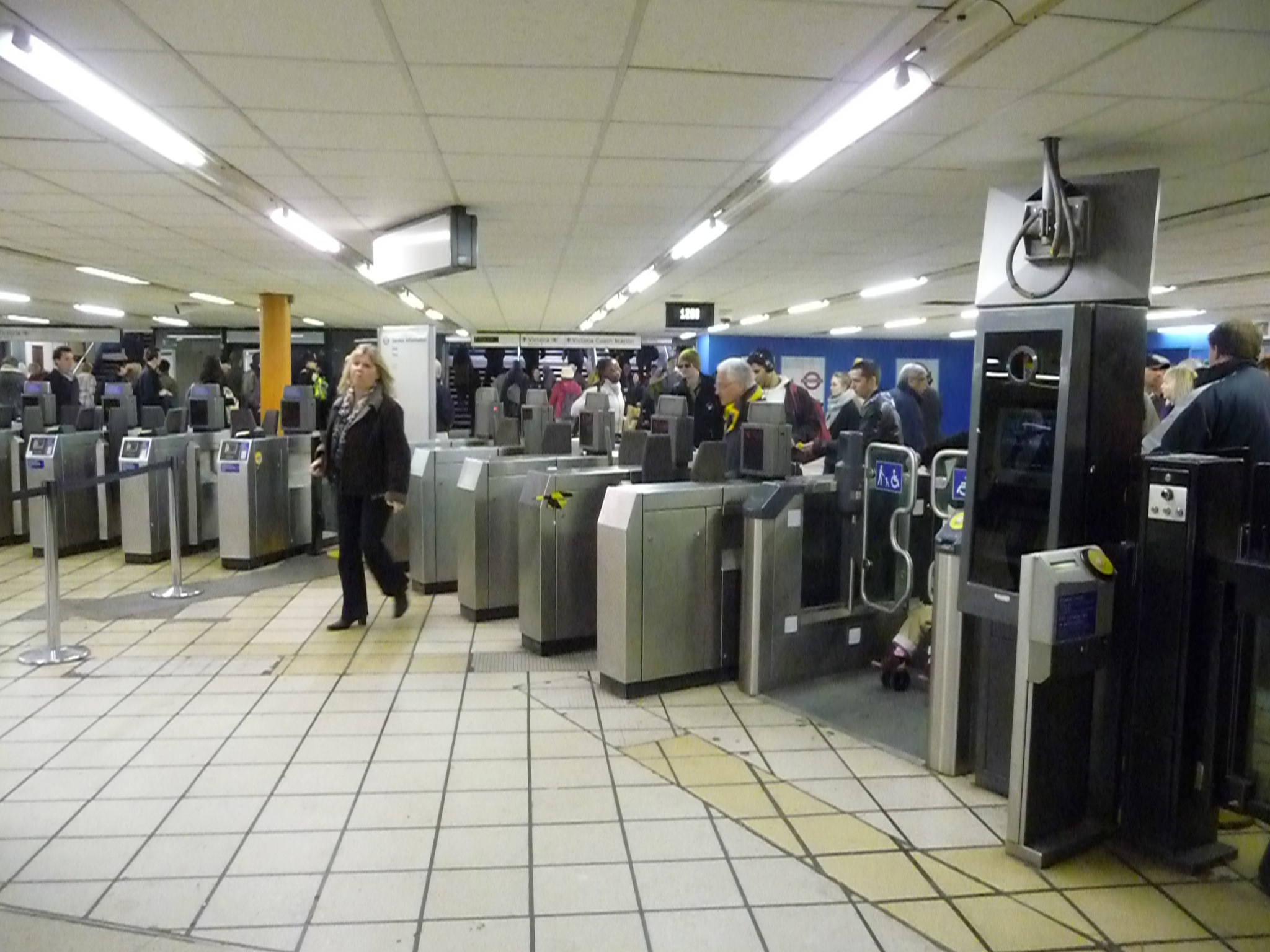
De OV poortjes van de Victoria Line
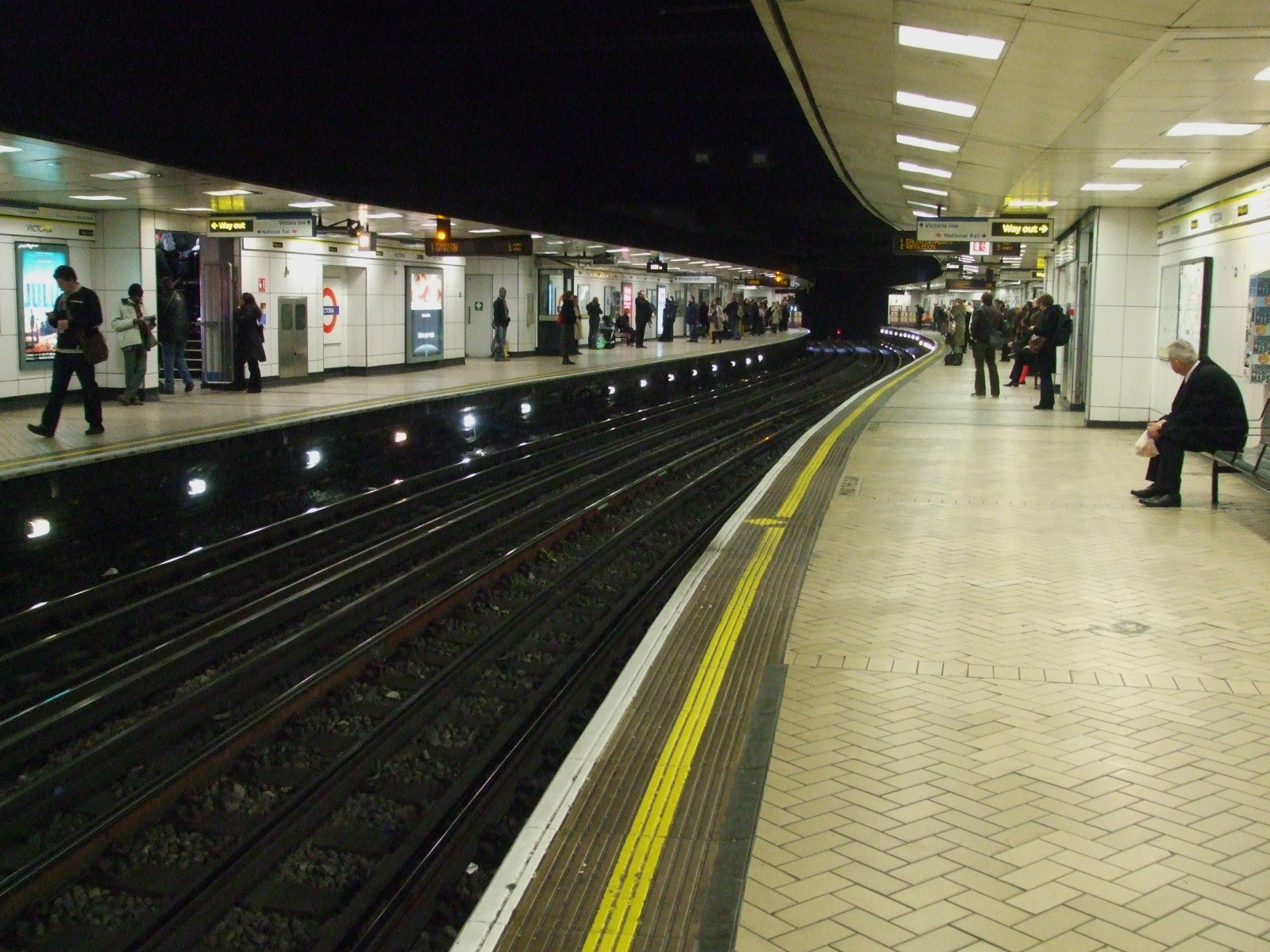
De Circle- en District Line bij Victoria
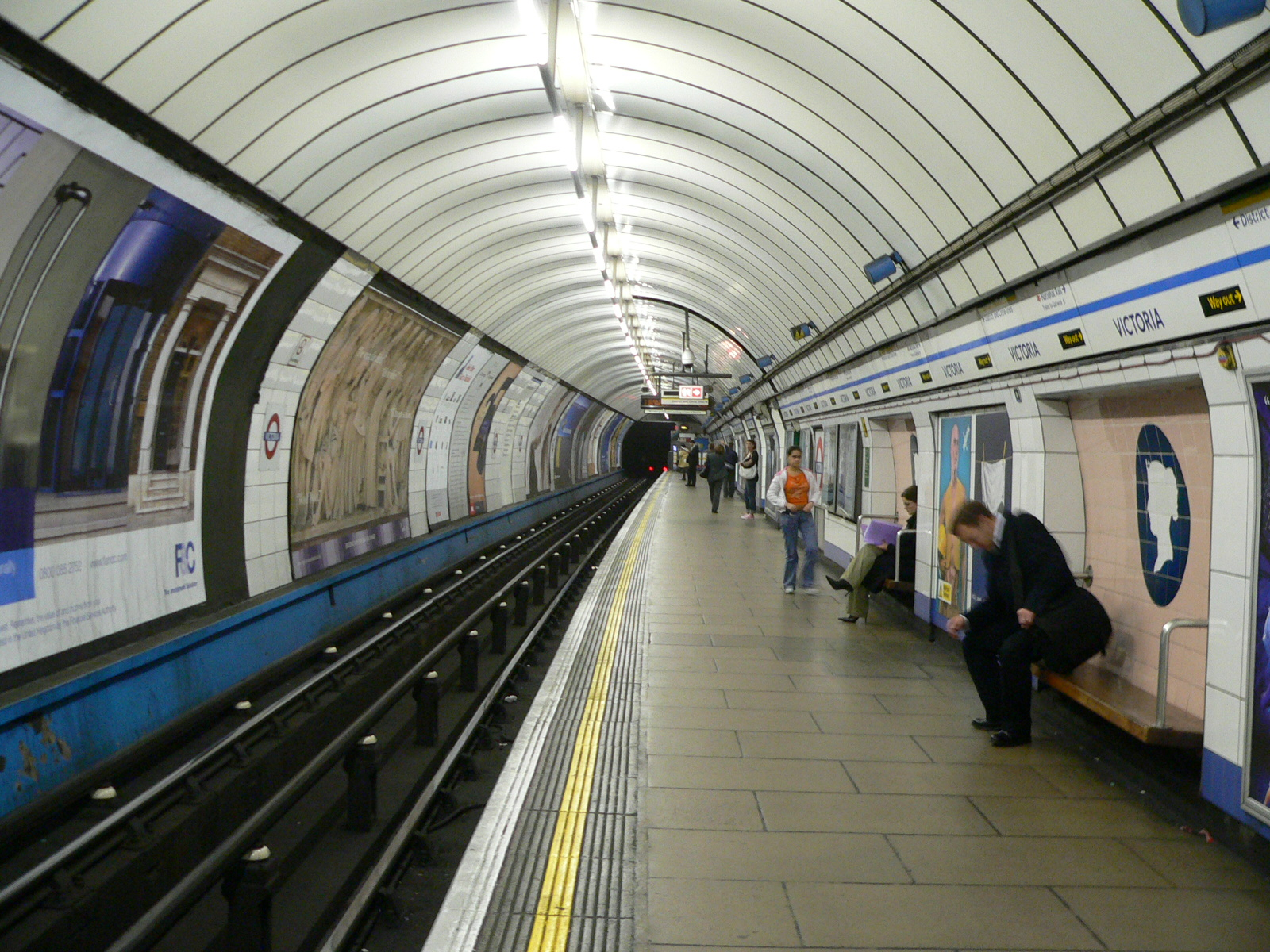
De Victoria Line richting Pimlico

## Ligging en inrichting
Het metrostation ligt aan de noordkant van het stationsplein, aanvankelijk in de openlucht tussen de bebouwing. In het stoomtijdperk was het een stationshal boven de sporen ongeveer op de halve lengte van de perrons. De aansluitende tunnels werden gebouwd als openbouwputtunnel net onder straatniveau. In veband met de stoomtractie kent het tracé meerdere luchtgaten en delen in de openlucht om stoom en rook uit de tunnels te laten. De lijn werd in 1905 geëlektrificeerd en het oorspronkelijke DR-station werd aan het begin van de 20e eeuw herbouwd, aanvankelijk als een gelijkvloers gebouw, later kwam er een kantoorgebouw bovenop. Het station van de Victoria Line is tussen 1962 en 1969 gebouwd op 20 meter onder het stationsplein en heeft een eigen ondergrondse stationshal die met roltrappen verbonden is met een verdeelhal tussen de perrons. Voor de overstappers ligt er tussen het noordelijke deel van de perrons eveneens een verdeelhal die met roltrappen verbonden is met een tussenverdieping onder de perrons van de District en Circle Line. Deze constructie met twee verdeelhallen tussen de perrons benadert een pylonenstation al is er geen doorlopende middenhal. De twee stationshallen zijn ondergronds met elkaar verbonden via een tunnel onder het busstation.
Na de groei van het aantal passagiers in de jaren 2000, werd Victoria Underground station een van de drukste op de Underground, met ongeveer 80 miljoen passagiers per jaar. Tijdens de spits kwamen meer dan 30.000 passagiers het station binnen tussen 8 en 9 uur, en de ingangen van het station werden vaak gesloten vanwege gevaarlijke overbezetting van de perrons. TfL heeft het station vervolgens tussen 2011 en 2018 opgeknapt en uitgebreid voor een bedrag van £ 700 miljoen om de overbezetting te verminderen en om het station rolstoeltoegankelijk te maken. Het werk omvatte de uitbreiding van de bestaande stationshal van de Victoria Line, een extra ingang en stationshal onder Bressenden Place, nieuwe en vervangende roltrappen, renovatie- en uitbreidingswerken in het hele bestaande station en het rolstoeltoegankelijk maken.
Hoewel de insprekers vooraf kritiek hadden op de lange en/of indirecte toegang tot de perrons in vergelijking met de directe toegang via de bestaande roltrappen, werden de werkzaamheden in juli 2009 toegestaan. In totaal is het station door de werkzaamheden met 110% uitgebreid, met 9 nieuwe roltrappen en 10 nieuwe liften. De bouw begon in 2011 en de nieuwe tunnels voor het project werden in 2015 voltooid na complexe werkzaamheden. De tunnelbouw vond plaats op 60 cm van de bestaande tunnels van de District en Circle Line. De eerste fase van het project werd in januari 2017 geopend met een nieuwe ingang die leidt naar de noordelijke stationshal onder Bressenden Place die door nieuwe liften en roltrappen verbonden is met de Victoria Line. Het werk werd uitgevoerd door een joint venture van BAM Nuttall en Taylor Woodrow Construction. In januari 2018 werd de tweede fase van het project geopend, met een nieuwe ingang aan Wilton Road voor het hoofdstation en de uitgebreide stationshal van de Victoria Line. Het project werd voltooid in oktober 2018, toen de rolstoeltoegankelijke verbindingen toegang tussen alle lijnen gereed waren. Werkzaamheden om het busstation en het historische café van de hertog van York te herstellen duurden nog tot 2019. In 2020 haalde Victoria de 3e plaats op de ranglijst van Londense metrostations met, tijdens de coronapandemie, toch nog  22,95 miljoen passagiers die het station gebruikten.
Walthamstow Central ·
Blackhorse Road ·
Tottenham Hale ·
Seven Sisters ·
Finsbury Park ·
Highbury & Islington ·
King's Cross St. Pancras ·
Euston ·
Warren Street ·
Oxford Circus ·
Green Park ·
Victoria ·
Pimlico ·
Vauxhall ·
Stockwell ·
Brixton
Hammersmith · 
Goldhawk Road · 
Shepherd's Bush Market · 
Wood Lane · 
Latimer Road · 
Ladbroke Grove · 
Westbourne Park · 
Royal Oak · 
Paddington · 
Edgware Road · 
Baker Street · 
Great Portland Street · 
Euston Square · 
King's Cross St. Pancras · 
Farringdon · 
Barbican · 
Moorgate · 
Liverpool Street · 
Aldgate · 
Tower Hill · 
Monument · 
Cannon Street · 
Mansion House · 
Blackfriars · 
Temple · 
Embankment · 
Westminster · 
St. James's Park · 
Victoria · 
Sloane Square · 
South Kensington · 
Gloucester Road · 
High Street Kensington · 
Notting Hill Gate · 
Bayswater · 
Paddington · 
Edgware Road